# Dialekt wschodnioflamandzki
Dialekt wschodnioflamandzki (Uest-Vloams, Oost-Vlaams) – zbiorcze określenie silnie zróżnicowanej grupy gwar języka flamandzkiego, używany w belgijskiej prowincji Flandria Wschodnia i holenderskiej Zelandii Flandryjskiej.

## Główne odmiany dialektu wschodnioflamandzkiego
- północno-wschodnio-flamandzki (m.in. evergem)
- południowo-wschodnio-flamandzki
- gandawski (oryginalne nazwy – gents, gensch)
  - platgents/platgensch – używany przez zwykłych ludzi
  - burgergents – używany przez bogatszych mieszkańców i ostatnio także przez mieszkańców wsi wokół Gandawy
- dialekt miasta Ronse
- dialekty używane wokół Maldegem w północno-zachodniej części prowincji – dialekt jest pośrednim dialektu wschodnioflamandzkiego a dialektu zachodnioflamandzkiego
- dialekty wokół Waregem we Flandrii Zachodniej – kolejna forma pomiędzy j. wschodnio- a zachodnioflamandzkim
- dialekty Waasland (północno-wschodniej części prowincji) – forma pomiędzy wschodnioflamandzkim a brabanckim, ale bardziej zbliżona do tego pierwszego
- dialekty Dender (południowo-wschodnia część prowincji) – głównie brabanckie dialekty, ale ostatnio coraz częściej zaliczone do dialektów wschodnioflamandzkich